# Devious Maids
Devious Maids é uma série de televisão estadunidense, dos gêneros comédia dramática e mistério, que foi exibida pelo canal Lifetime de 23 de junho de 2013 a 8 de agosto de 2016. A série foi criada por Marc Cherry e produzida pela ABC Studios, além de ser vagamente baseada na série de televisão mexicana "Ellas son... la alegría del hogar". É estrelada por Ana Ortiz, Dania Ramirez, Roselyn Sánchez, Judy Reyes e Edy Ganem como empregadas domésticas.
O canal de televisão ABC encomendou o episódio piloto do show em 31 de janeiro de 2012. Em 14 de maio de 2012, o piloto não foi encomendado pela ABC para a grade de programação de 2012–13. No entanto, em 22 de junho de 2012, Lifetime encomendou o episódio piloto juntamente com uma temporada completa de 13 episódios. Em setembro de 2016, Lifetime anunciou que havia cancelado "Devious Maids" após quatro temporadas, encerrando a série com um suspense não resolvido. Apesar das petições on-line de espectadores que fizeram campanha para que a série fosse resgatada por outro canal ou plataforma de streaming, foi confirmado que "Devious Maids" não continuaria, pois o contrato com o elenco já havia expirado.
No Brasil, a série foi exibida pelo Canal Lifetime; já em Portugal, a série foi exibida pelo AXN White.

## Enredo
A trama central da série gira em torno de Rosie (Dania Ramirez), Carmen (Roselyn Sánchez) e Zoila (Judy Reyes), três empregadas domésticas latinas que trabalham nas mansões das famílias mais ricas e poderosas de Beverly Hills. Suas vidas começam a mudar com a chegada de Marisol (Ana Ortiz), que começou a trabalhar em uma das mansões após o assassinato de Flora (Paula Garcés). Marisol encontra-se determinada a se tornar uma aliada das antigas amigas de Flora, a fim de descobrir a verdade por trás de seu assassinato.

## Elenco

### Elenco principal
- Ana Ortiz como Marisol Suarez, uma ex-professora que se disfarça de empregada doméstica para provar a inocência de seu filho
- Dania Ramirez como Rosie Falta, a empregada de Peri e Spence Westmore, e um imigrante ilegal
- Roselyn Sánchez como Carmen Luna, a empregada de Alejandro Rubio, e uma aspirante a cantora
- Judy Reyes como Zoila Diaz, a empregada de Genevieve Delatour e mãe de Valentina
- Edy Ganem como Valentina Diaz (principal, temporadas 1-2; recorrente, temporada 3), filha de Zoila e a segunda empregada de Genevieve Delatour, que tem uma queda pelo filho de sua chefe
- Rebecca Wisocky como Evelyn Powell, a esposa fria e misteriosa de Adrian, chefe da empregada recentemente assassinada Flora Hernandez
- Tom Irwin como Adrian Powell, o marido sinistro de Evelyn, que tinha um caso extraconjugal com sua empregada recentemente assassinada
- Brianna Brown como Taylor Stappord (principal, temporadas 1 e 3; convidada, temporada 2), a chefe de Marisol, e a nova esposa de Michael
- Brett Cullen como Michael Stappord (temporadas 1 e 3), o chefe de Marisol, advogado e recém-casado com Taylor
- Mariana Klaveno como Peri Westmore (principal, temporada 1; convidada, temporadas 2-4), a chefe de Rosie, uma atriz de filmes e esposa de Spence
- Grant Show como Spence Westmore, o chefe de Rosie, um astro de novela e marido de Peri
- Drew Van Acker como Remi Delatour (principal, temporadas 1–2; recorrente, temporada 3), filho de Genevieve que volta para a casa de sua mãe para cuidar de sua saúde, e por quem Valentina desenvolve sentimentos amorosos
- Wolé Parks como Sam Alexander (temporada 1), o mordomo de Alejandro, que tem uma queda por Carmen
- Susan Lucci como Genevieve Delatour, a chefe louca de Zoila e Valentina
- Mark Deklin como Nicholas Deering (temporada 2), noivo de Marisol e mais tarde marido, que tem uma história com os Powells
- Joanna P. Adler como Opal Sinclair (temporada 2), a empregada misteriosa de Nicholas, que carrega um rancor contra Marisol
- Dominic Adams como Tony Bishara (temporada 2), o guarda-costas dos Powells que tem um caso extraconjugal com Evelyn
- Colin Woodell como Ethan Sinclair (temporada 2), filho de Opal e piscineiro local
- Gilles Marini como Sebastien Dussault (principal, temporada 3; convidado, temporada 2), um corretor de imóveis casado que tem um caso extraconjugal com Carmen
- Cristián de la Fuente como Ernesto Falta (temporada 3), o primeiro marido de Rosie que ela acreditava estar morto
- Nathan Owens como Jesse Morgan (temporadas 3-4), um empregado da agência de Marisol e mais tarde um personal trainer
- Sol Rodríguez como Daniela Mercado (temporadas 4), filha de Carmen e uma aspirante a cantora

### Elenco recorrente
- Paula Garcés como Flora Hernandez (temporada 1), a empregada recentemente assassinada de Evelyn e Adrian Powell
- Matt Cedeño como Alejandro Rubio (temporadas 1-2), chefe de Carmen e um famoso cantor pop
- Eddie Hassell como Eddie Suarez (temporada 1), filho de Marisol, incriminado pelo assassinato de Flora
- Melinda Page Hamilton como Odessa Burakov (temporadas 1-2), a gerente da casa de Alejandro
- Valerie Mahaffey como Olivia Rice (temporadas 1 e 3), a instável ex-mulher de Michael
- Maria Howell como Ida Hayes (temporada 1), advogado de Marisol
- Alex Fernandez como Pablo Diaz (temporadas 1-3), marido de Zoila
- Stephen Collins como Philippe Delatour (temporada 1), ex-marido de Genevieve e pai de Remi
- Octavio Westwood (temporadas 1-2) e Alejandro Vera (temporadas 3-4) como Miguel Falta, filho de Rosie
- Reggie Austin como Reggie Miller (temporada 2), advogado de imigração de Rosie
- Willie C. Carpenter como Kenneth Miller (temporada 2), chefe paraplégico de Rosie, marido de Didi e pai de Lucinda
- Gideon Glick como Ty McKay (temporada 2), sobrinho mentalmente perturbado de Spence, parte de uma gangue de ladrões em Beverly Hills
- Kimberly Hébert Gregory como Lucinda Miller (temporada 2), filha distante de Kenneth e uma artista
- Tiffany Hines como Didi Miller (temporada 2), segunda esposa de Kenneth e uma ex-stripper
- Ivan Hernandez como Javier Mendoza (temporadas 2-3), um chef profissional que se envolve com Zoila após sua separação de Pablo
- Julie Claire como Gail Fleming (temporadas 3-4), uma socialite de Beverly Hills e amiga de Marisol e Evelyn
- Grecia Merino como Katy Stappord (temporada 3), filha adotiva de Taylor e Michael com um passado misterioso
- John O'Hurley como Christopher Neff (temporada 3), médico de Genevieve que confessa seu amor por ela após seu transplante de rim
- James Denton como Peter Hudson (temporada 4), chefe do estúdio produzindo a adaptação cinematográfica do livro de Marisol
- Ryan McPartlin como Kyle (temporada 4), o novo vizinho de Zoila que possui uma relação desconfortavelmente próxima com sua mãe
- Carlos Ponce como Benjamin Pacheco (temporada 4), associado de Peri e membro do The Circle
- Stephanie Faracy como Frances (temporada 4), a mãe de Kyle e líder do The Circle

## Episódios
| Temporada | Temporada | Episódios | Data de estreia      | Data de encerramento   |
| Temporada | Temporada | Episódios | Estreia de temporada | Final de temporada     |
| --------- | --------- | --------- | -------------------- | ---------------------- |
|           | 1         | 13        | 23 de junho de 2013  | 22 de setembro de 2013 |
|           | 2         | 13        | 20 de abril de 2014  | 13 de julho de 2014    |
|           | 3         | 13        | 1 de junho de 2015   | 24 de agosto de 2015   |
|           | 4         | 10        | 6 de junho de 2016   | 8 de agosto de 2016    |